# نموذج الأسلحة والزبدة
يعتبر نموذج الأسلحة والزبدة في علم الاقتصاد الكلي مثالًا على حدود إمكانية الإنتاج. ويبين العلاقة بين استثمار الدولة في الميزانية العسكرية والسلع المدنية. يستخدم نموذج الأسلحة والزبدة بشكل عام لتبسيط الإنفاق الوطني كجزء من الناتج المحلي الإجمالي. قد يُنظر إليه على أنه تمثيل للخيارات بين الدفاع والإنفاق المدني في الاقتصادات المعقدة. يجب على كل أمة أن تقرر مدى التوازن بين الأسلحة والزبدة الذي يفي باحتياجاتها على أفضل وجه، مع تأثر خيارها جزئيًا بالإنفاق العسكري والوضع العسكري للأعداء المحتملين.
اعتبر الباحثون في الاقتصاد السياسي أنَّ المفاضلة بين الإنفاق العسكري والإنفاق الاستهلاكي مؤشر مفيد لنجاح الانتخابات. 
يجب على الأمة أن تختار بين خيارين عند إنفاق مواردها المحدودة. فإما أن تشتري البنادق (الاستثمار في الدفاع/ الجيش) أو الزبدة (الاستثمار في إنتاج السلع) وإما مزيج من الاثنين.

## أصل المصطلح
تأتي إحدى النظريات حول أصل هذا المفهوم من رسالة استقالة وليام جيننغز بريان من منصب وزير خارجية الولايات المتحدة الأمريكية في إدارة ويلسون. كانت تشيلي المصدر العالمي الرائد لنترات البارود عند اندلاع الحرب العالمية الأولى. حافظت تشيلي على الحياد أثناء الحرب ووفرت جميع متطلبات النترات لأمريكا تقريبًا. كما شكلت النترات المكون الرئيسي للأسمدة الكيميائية في الزراعة. كان منتج التصدير هو نترات الصوديوم، وهو ملح يستخرج من الجزء الشمالي من تشيلي وغالبًا ما أطلق عليه الملح التشيلي. 
مع تزايد انتشار الرأي الشعبي المعارض لدخول الولايات المتحدة الأمريكية في الحرب أصبحت حملة المطالبة باستقالة بريان وإحلال السلام عنوانًا لتحقيق المصالح المحلية مقابل المصالح الوطنية. ومع ذلك لم يكن بريان مؤيدًا لألمانيا أكثر من ويلسون المشهور، لكن كان دافعه هو فضح ونشر ما اعتبره سياسة عامة غير مقبولة.
وجّه قانون الدفاع الوطني لعام 1916 الرئيس لاختيار موقع لإنتاج النترات داخل الولايات المتحدة الأمريكية. اختار ويلسون بعد عدة أشهر من دخول الولايات المتحدة الحرب العالمية الأولى مسل شولس في ألاباما. كُسرت القيود في الكونغرس عندما رعى سناتور ولاية ساوث كارولينا إليسون سميث قانون الدفاع الوطني لعام 1916 والذي وجه وزير الزراعة لتصنيع النترات للأسمدة في فترة السلام وللذخائر في فترة الحرب في المواقع التي حددها الرئيس. عرضت وسائل الإعلام تقاريرها عن ذلك تحت عنوان أسلحة وزبدة.

## اقتباس المصطلح
ربما كان أكثر الاستخدام شهرة في ألمانيا النازية. قال وزير الدعاية يوزف غوبلز في خطاب ألقاه في 17 يناير 1936: «يمكننا الاستغناء عن الزبدة، ولكن لا يمكننا الاستغناء عن الأسلحة على الرغم من كل حبنا للسلام. لا يمكن للمرء إطلاق النار بالزبدة، إنما يمكنه ذلك بالبنادق». قال هيرمان غورينغ وهو مسؤول نازي آخر في خطاب في العام نفسه: «ستجعلنا الأسلحة أقوياء، إنما ستجعلنا الزبدة بدينين فقط». 
استخدم الرئيس الأمريكي ليندون جونسون المصطلح للفت انتباه وسائل الإعلام الوطنية أثناء حديثه عن حالة الدفاع الوطني والاقتصاد. 
استُخدم المصطلح في تصريح رئيسة الوزراء البريطانية مارغريت ثاتشر في خطاب ألقته عام 1976 في قاعة كينسينغتون: «فضل السوفييت الأسلحة على الزبدة، لكننا فضلنا كل شيء تقريبًا على الأسلحة». 

## مثال المجتمع العظيم
تُعد برامج المجتمع العظيم لليندون جونسون في الستينيات عندما كان رئيسًا للولايات المتحدة الأمريكية مثالًا على نموذج الأسلحة والزبدة. أراد جونسون مواصلة برامج الصفقة الجديدة وزيادة الرفاهية من خلال البرامج الخاصة به، لكنه شارك أيضًا في كل من سباق التسلح في الحرب الباردة وفي حرب فيتنام. زادت هذه الحروب الضغوط على الاقتصاد وأعاقت برامج المجتمع العظيم.

تناقض ذلك بشكل صارخ مع اعتراضات الرئيس دوايت أيزنهاور على التوسع والحرب التي لا نهاية لها في المجمع الصناعي العسكري. أشار في خطابه (فرصة من أجل السلام) عام 1953 إلى هذه المفاضلة موضحًا أمثلة محددة: 
«إن كل سلاح يُصنع وكل سفينة حربية تبحر وكل صاروخ يُطلق هو سرقة من الأشخاص الذين يجوعون ولا يُطعمون، ومن الذين يشعرون بالبرد ولا يرتدون ملابس. لا ينفق هذا العالم المال فقط على السلاح إنما ينفق عرق عماله وعبقرية علمائه وآمال أطفاله.
تكلف القاذفة الثقيلة الحديثة ما يعادل: 30 مدرسة حديثة. أو محطتين لتوليد الطاقة الكهربائية تغذي كل منهما بلدة يقطنها 60000 نسمة. أو مستشفيين مجهزتين تجهيزًا كاملًا. وتعادل تقريبًا كلفة خمسين ميلًا من الرصف الخرساني للطرق. نحن ندفع ثمن طائرة مقاتلة واحدة نصف مليون بوشل من القمح. نحن ندفع ثمن مدمرة واحدة منازل جديدة بإمكانها إيواء أكثر من 8000 شخص».